# Bitte Alling-Ode
Ulla Britten Ode Alling, känd som Bitte Alling-Ode, ogift Engström, född 3 september 1940 i Malmö Sankt Petri församling, är en svensk konstnär, bildlärare, författare, fotograf,  och ordförande för Fotograficentrum i Örebro.
Hon har bland annat gett ut böckerna De nödvändiga barnen (1982), Hand i hand med barn poesi och kunskap (1983), Änglavakt och barnarbete (1983), Trollskott − onda ryggar kräver vård (1985), Nästa år i Emmaus! Reportage (1991) och Falska kort? Bilden i dataåldern (1993). Hennes personarkiv förvaras på ArkivCentrum Örebro län.
Alling finns representerad som skulptör vid Örebro läns landsting.
Bitte Alling-Ode var 1960–1972 gift med Lars Alling (1939–2011), son till Sune Waldimir och Anna Stina Alling, därefter 1980–1988 med PeÅ Holmquist (född 1947) och sedan 1991 -2020 med Peter Ode (född 1940).